# Susana Mendizábal Albizu
Susana Mendizábal Albizu (Jaca, 29 de gener de 1962) és una exgimnasta espanyola que va competir tant en les disciplines de gimnàstica rítmica com de gimnàstica artística.
És la primera gimnasta rítmica espanyola a assolir una medalla en el Campionat d'Europa, a l'assolir la medalla de bronze en el Campionat Europeu de Madrid el 1978, sent també fins al moment l'única obtinguda en el concurs general individual d'aquesta competició. Aquest mateix any va ser campiona d'Espanya absoluta de gimnàstica rítmica.

## Biografia esportiva

### Inicis
Susana va començar la seva carrera com a gimnasta als 7 anys. Amb 10 anys entrenava de forma diària al Club Natació Metropole de Las Palmas de Gran Canària i va participar en el seu primer Campionat d'Espanya de Gimnàstica Artística.

### Etapa en la selecció nacional de gimnàstica artística (1974 - 1975)
El 1974 va viatjar a Madrid per ingressar a la selecció nacional de gimnàstica artística a les ordres de Ramón García Pascual. En aquesta etapa, va obtenir el 1974 els títols nacionals de barra d'equilibri i salt sobre cavall, i va ser 44è lloc al Preolímpic del Canadà el 1975. A mitjan 1975, just abans dels Jocs Mediterranis de 1975, una greu caiguda de la barra d'equilibri li va provocar una lesió cervical, cosa que va fer que hagués de portar un collaret cervical durant 6 mesos i que abandonés la pràctica de gimnàstica artística.

### Etapa en la selecció nacional de gimnàstica rítmica (1976 - 1980)
Durant la rehabilitació de la seva lesió, la seleccionadora nacional de gimnàstica rítmica, Ivanka Tchakarova, li va donar l'oportunitat d'incorporar-se a la selecció nacional de gimnàstica rítmica. Ja al maig de 1976, va acudir amb la resta d'individuals de la selecció de gimnàstica rítmica a la Copa Stoudenska Tribouna de Sofia.
Al maig de 1977 va tornar a la Copa Stoudenska Tribouna de Sofia, on va ser 21è lloc a la general. L'octubre d'aquell any va ser 20è lloc en el concurs general del Campionat del Món de Basilea. Al desembre de 1977 va ser bronze a la general del Campionat d'Espanya Individual de gimnàstica rítmica a Gijón.
Al maig de 1978 va disputar junt amb María Jesús Alegre el Torneig Internacional de Corbeil-Essonnes, on va ser 8è lloc a la general, 7è lloc en cinta i 6è lloc en maces. El novembre de 1978 va ser medalla de bronze a la general del Campionat Europeu de gimnàstica rítmica de Madrid, la primera edició de la competició. Aquesta medalla segueix sent fins al moment l'única obtinguda per Espanya en la general individual d'un Europeu. A més, Susana va ser 4t lloc en les finals de corda i cinta, i 7è lloc en la de pilota. En aquesta etapa era entrenada per Ivanka Tchakarova i les exgimnastas Maria José Rodríguez i Teresa López, i comptava a més amb José García Aguayo com a pianista, ja que llavors la música era interpretada en directe durant les competicions.
El 1979 va quedar 15è lloc a la general del Campionat del Món de Londres.
El 1980, el seu últim any en actiu, va ser 7è lloc en la general dels Campionats d'Europa de gimnàstica rítmica d'Amsterdam, a més de 4t lloc a la final de cinta i 6è lloc en la de maces. També ha assolit 4 medalles d'or en la màxima categoria en el Campionat d'Espanya Individual, inclòs el del concurs general el 1978.

### Retirada de la gimnàstica
| «                                                    | La gimnàstica és un esport viu que mai deixarà d'evolucionar pel seu component de creativitat i la possibilitat d'innovar, el que el fa ser molt atractiu […] No cal ser una especialista per gaudir-la. | » |
| — Susana Mendizábal, en la revista de la RFEG (2018) | |   |

Entre la seva retirada el 1980 i la seva elecció com degana, en el currículum de Mendizábal figuren una llicenciatura en INEF, la direcció de l'Escola Municipal de gimnàstica de Las Rozas, el títol de jutgessa internacional, la vicepresidència de la Reial Federació Espanyola de Gimnàstica, diverses publicacions i una tesi doctoral en 2000 (Patologia en gimnastes de rítmica d'alt rendiment, retirades) que intentava acabar amb gran part dels tòpics negatius (anorèxia, manca de creixement) que es relacionaven amb la gimnàstica rítmica. Mendizábal va presentar els esports en l'Informatiu diari de Telecinco en els anys 1995 i 1996. També va ser comentarista de gimnàstica i patinatge artístic a TVE entre 1981 i 1993, i va retransmetre totes les disciplines gimnàstiques dels Jocs Olímpics de Sydney 2000, normalment junt amb Paloma del Río.
Després d'impartir diverses assignatures relacionades amb les habilitats gimnàstiques a l'INEF de Madrid, va passar el 1998 a la Universitat de Castella-la Manxa a Toledo. Susana va arribar a ocupar el càrrec de degana a la Facultat de Ciències de l'Esport de la Universitat de Castella-la Manxa. Va ser triada per unanimitat el 25 de maig de 2005, romanent en el lloc fins al 25 d'abril de 2012. Mendizábal imparteix a la Facultat de Toledo quatre assignatures: «Fonaments de gimnàstica rítmica i acrobàcia», «Especialització en gimnàstica i acrobàcia», «Moviment i expressió», i «Gimnàstica rítmica d'alt rendiment». També porta la direcció d'estudis d'un Màster per a tècnics especialistes en alt rendiment a Iberoamèrica. És a més membre de la Comissió d'Atletes del Comitè Olímpic Espanyol.
Ha escrit diversos llibres, entre els quals destaquen Iniciació a la gimnàstica rítmica 1: mans lliures, corda i pilota (1985), Iniciació a la gimnàstica rítmica 2: cèrcol, cinta i maça (1987) i Fonaments de la gimnàstica rítmica: mites i realitats (2001). També ha redactat documents com el Pla de Millores 2007-2011 de la Titulació de Ciències de l'Activitat Física i de l'Esport de la Universitat de Castella-la Manxa, dins el Programa d'Avaluació Institucional 2005-2006.

## Llegat i influència
Mendizábal va ser la primera gimnasta rítmica espanyola a assolir una medalla en el Campionat Europeu, a l'assolir el bronze a la general de la primera edició, disputada a Madrid el 1978, sent també fins al moment l'única medalla obtinguda en el concurs general individual de aquesta competició. En el llibre Pinzellades de rítmica, l'exgimnasta Montse Martín i el seu germà Manel atribueixen a Susana part de la popularitat de la rítmica a nivell nacional a l'assenyalar que:
| « | Marta Bobo va ser una de les 'culpables' de donar a conèixer la gimnàstica rítmica a Espanya, junt amb la seva predecessora, Susana Mendizábal. | » |

La periodista Luz Sánchez-Mellado ha indicat en un article a El País Semanal el 1993 que:
| « | Susana Mendizábal va ser durant una època una mena de núvia nacional. A finals dels setanta, quan Espanya començava a sortir del forat, aquesta aragonesa es va plantar a la final de campionat d'Europa i es va portar a casa un bronze que li va semblar or a l'afició. La gimnàstica rítmica es va convertir en un esport popular. Si Susana havia pogut, altres podrien. | » |

## Vida personal
Està casada té dos dos fills: María i Jorge.

## Palmarès com a gimnasta rítmica

### Selecció espanyola
| 1977 - Campionat del Món de Basilea 20è lloc en concurs general 1978 - Campionat d'Europa de Madrid Bronze en concurs general 4t lloc en corda 4t lloc en cinta 7è lloc en pilota | 1979 - Campionat del Món de Londres 15è lloc en concurs general 1980 - Campionat d'Europa d'Amsterdam 7è lloc en concurs general 4t lloc en cinta 6è lloc en maces |

## Premis, reconeixements i distincions
- Copa Baró de Güell a la millor esportista espanyola en l'àmbit nacional als Premis Nacionals de l'Esport de 1978 (1979)[16]
- Distinció Especial dels Premis Exèrcit 2010 (2010)[17][18]